# Pushback (vliegtuig)

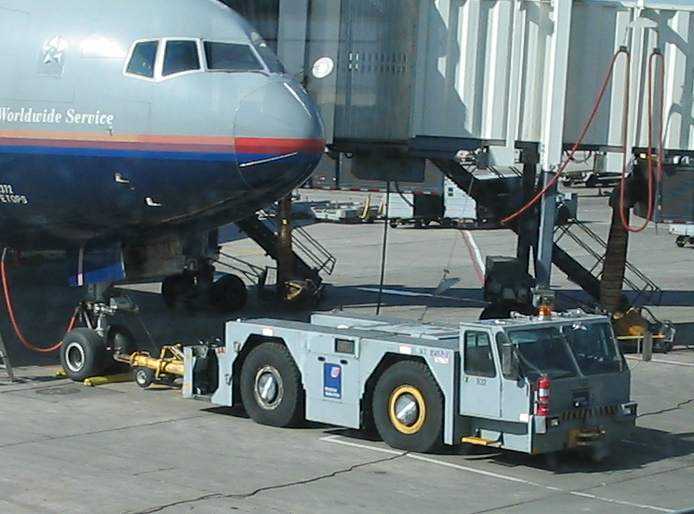
Een pushback truck die gebruikmaakt van een trekstang

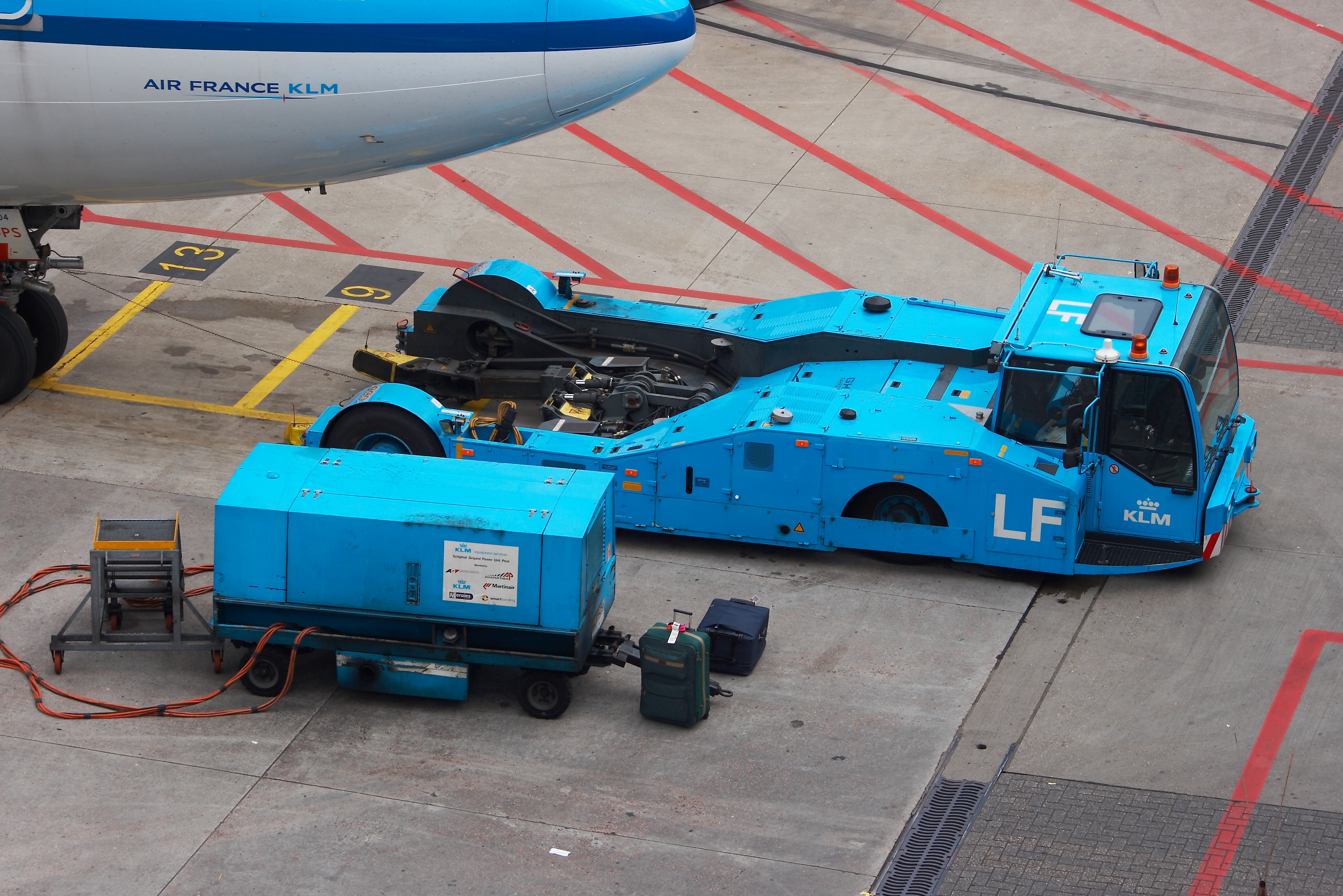
Een pushback truck die een neuswiel kan optillen

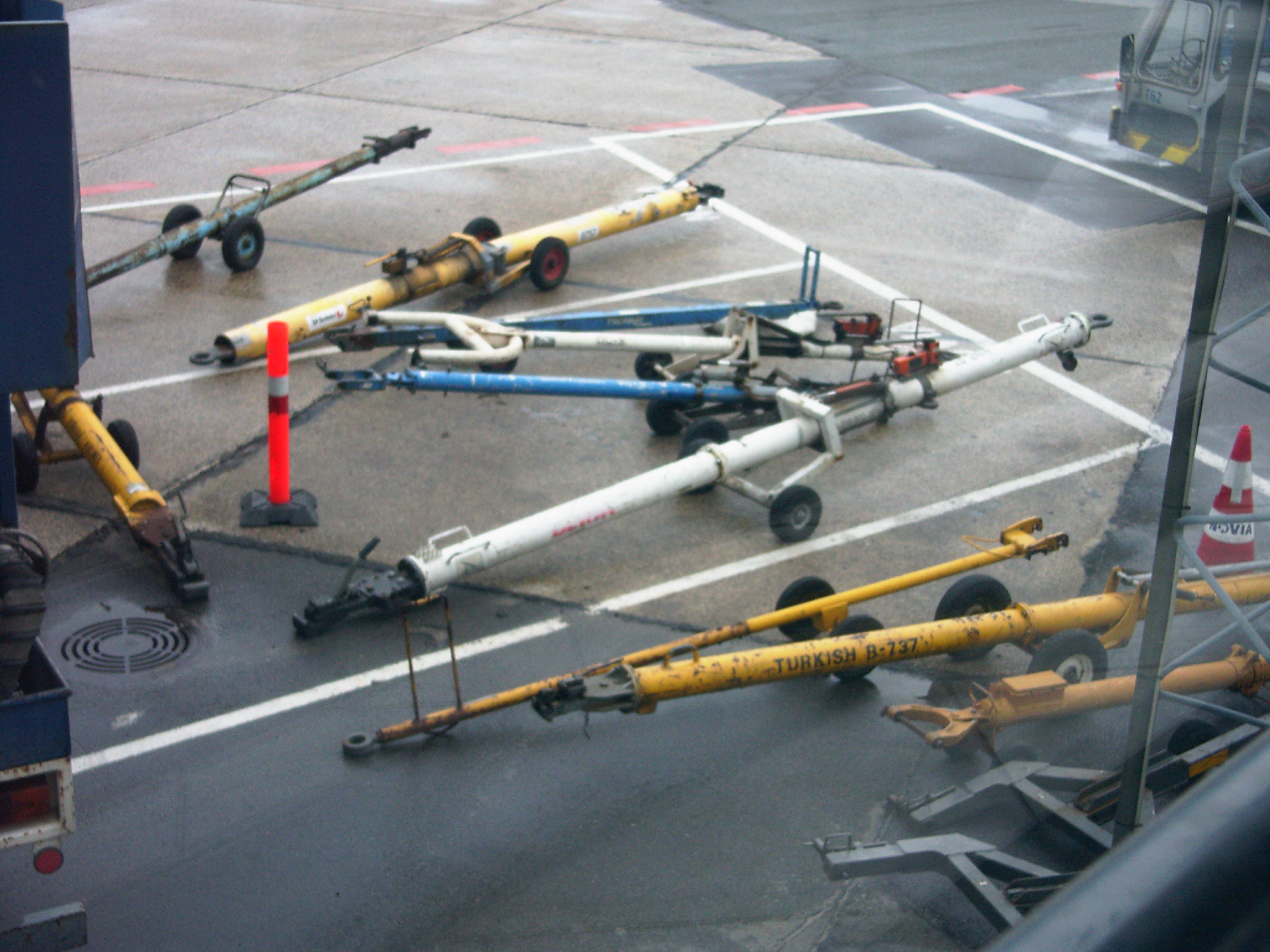
Towbars (trekstangen). er zijn verschillende towbars voor verschillende vliegtuigtypes.

Pushback is een term uit de luchtvaart waarmee het achteruit duwen van een vliegtuig dat klaar is voor vertrek, wordt bedoeld.
Voor de pushback wordt een pushback truck gebruikt die met een stang (de towbar) aan het neuswiel van het vliegtuig wordt bevestigd. Tegenwoordig wordt ook een systeem gebruikt waarmee de pushback truck het neuswiel van het vliegtuig optilt. Het koppelen en ontkoppelen van vliegtuig en truck gaat met deze laatste methode veel sneller.
Het vliegtuig wordt met een truck achteruit geduwd omdat er bij de gate weinig ruimte om te draaien is. Daarnaast zou het gebruik van het eigen motorvermogen van het vliegtuig door middel van straalomkering of thrust reversal te veel lawaai, maar ook risico van schade met zich meebrengen. Door de jet blast zou in de directe omgeving van het vliegtuig opgesteld materieel weggeblazen kunnen worden en kunnen botsen met vliegtuigen, ander materieel of de gate.
De pushback truck duwt het vliegtuig achteruit en draait het daarbij zo dat het met de neus in de gewenste rijrichting komt te staan. Op Schiphol wordt het toestel daarbij over de rode klaringslijn geduwd. Deze lijn scheidt het airside-deel van de luchthaven van het landside deel. Alle voertuigen (incl. vliegtuigen) aan airside-zijde staan in principe onder controle van een luchtverkeersleider. Op Schiphol kan deze controle afhankelijk van het type voertuig en de locatie gedelegeerd zijn aan een ground controller of aan een regisseur van de luchthaven die sleep- en busverkeer begeleidt.

## Afhandeling van het vliegtuig

### Aankomst
Wordt het vliegtuig met de neus naar het terminalgebouw geparkeerd, dan bevindt zich op het gebouw een informatiepaneel, het zogenaamde "Visual Docking Guidance System" (VDGS). Het systeem geeft door middel van (gekleurde) lampen/pijltjes visuele aanwijzingen (links/rechts) aan de piloot hoe hij zijn vliegtuig op de juiste manier moet parkeren. Bovendien geeft het systeem tijdens de laatste meters van het parkeren de afstand aan tot de plek waar het toestel tot stilstand moet worden gebracht. De getoonde informatie is afhankelijk van het vliegtuigtype (het ingestelde vliegtuigtype wordt daarom meestal getoond op het bord van het VDGS). Staat het vliegtuig op de juiste plek geparkeerd, dan kan daarna de slurf worden aangesloten of kan bij een gate zonder slurf een trap bij de deur van het vliegtuig worden geplaatst om de passagiers te laten uitstappen.
Bij afwezigheid van het VDGS of indien het systeem defect is wordt een Marshaller gebruikt die aanwijzingen geeft hoe het vliegtuig geparkeerd moet worden.

### Vertrek
Een vliegtuig is niet ontworpen om op eigen kracht achteruit te rijden (hoewel het in principe wel mogelijk is). Het vliegtuig vertrekt van de gate door middel van een pushback. De pushback wordt gedaan door een pushback truck die het vliegtuig naar achteren duwt. Tijdens de pushback start het vliegtuig de motoren. Daarna krijgt het vliegtuig de klaring van de verkeersleiding om naar de startbaan te taxiën voor vertrek.

## Na de pushback
Nadat de pushback truck is losgekoppeld zal het vliegtuig op eigen kracht taxiën naar de startbaan. Tijdens deze rit zal het toestel vanuit de verkeerstoren begeleid worden door de ground controller. Het is deze ground controller die de toestemming geeft om de pushback uit te voeren. De ground controller heeft het overzicht welk vliegtuig op welk tijdstip bij de startbaan moet staan, en door een toestel nog geen pushback toestemming te geven kan de ground controller voorkomen dat er opstoppingen aan airside ontstaan. De werkwijze op Schiphol wijkt hierin duidelijk af van die op de Amerikaanse velden, waar ieder toestel dat gereed is voor vertrek naar de startbaan toe taxiet om daar, in geval van drukte, in een rij te wachten tot het aan de beurt is.

## Voor de pushback
Om efficiency-, maar ook om milieu-redenen houdt men op Schiphol de vliegtuigen langer vast aan de gate. Pas als alle werkzaamheden die tijdens de turn-around uitgevoerd moeten worden gereed zijn, mag de piloot toestemming vragen aan de luchtverkeersleiding om de motoren op te starten. Een luchtverkeersleider, de start-up controller zal controleren of het toestel inderdaad gereed is voor vertrek, en nagaan of de verkeerssituatie het toelaat om het vliegtuig binnen afzienbare tijd de pushback toestemming te geven. Is dat niet zo, dan moet het vliegtuig wachten met het opstarten van de motoren. Op deze manier wordt geen onnodige geluidshinder veroorzaakt, en bespaart de luchtvaartmaatschappij op de brandstofkosten.